# 일련정종

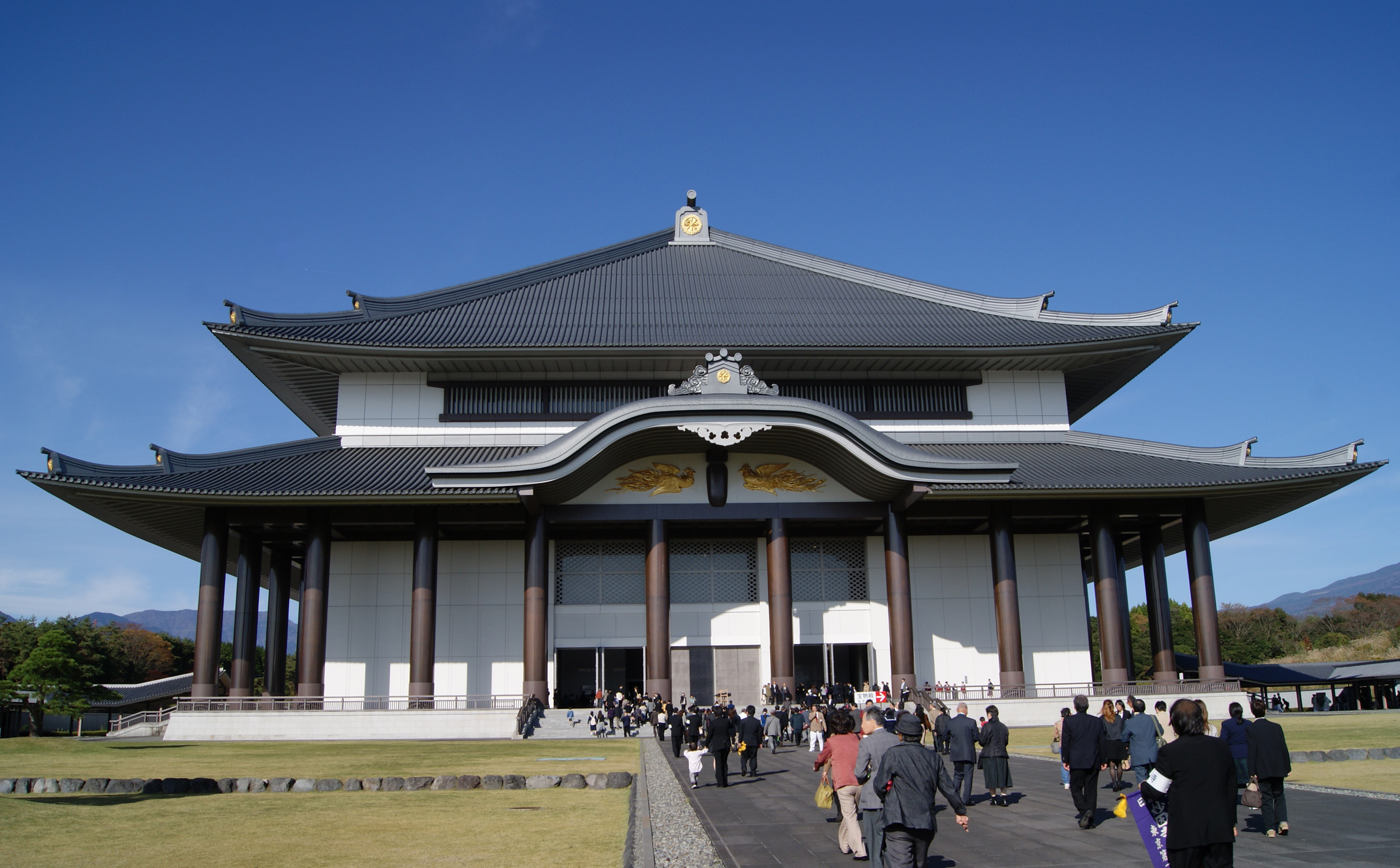

일련정종(일본어: 日蓮正宗 니치렌 쇼슈[*])은 니치렌을 종조로 하며 직제자를 닛코상인으로 하는 불교이다. 일본의 니치렌 계열의 여러 종파 중에서 니치렌 본불론을 내세우고 있으며 그 중에서 후지문류 즉 닛코상인을 파조(派祖)로 하는 닛코팔본산(興門八本山) 중에서는 총본산인 다이세키사 그리고 본산인 묘렌사, 역시 본산인 사누키본문사 등의 3개 본산이 여기에 속해있다.
역사적으로는 종조인 니치렌의 입적 후, 닛코상인이 총본산 다이세키사를 건립하여 총본산의 개조가 되었으며, 그 교의적 방향성을 결정지었다. 7년 뒤 지역의 유력자였던 이시가와(石川)씨의 외호로 거처를 오모스담소(重須談所)로 옮겨 만년을 이곳에서 보냈다. 그리고 제자인 니치모쿠상인(日目上人)에게 혈맥을 물려준 뒤 오모스담소에서 제자의 육성, 지도에 힘을 쏟고 이곳에서 입적하였다.
일련정종(日蓮正宗)이라고 종명을 붙이게 된 것은 20세기 초반으로 그때는 다이세키사파(大石寺派) 한때는 후지문류의 각 본산과 연합하여 이후 일련본문종 시대에서는 8본산에서 호선으로 관장을 지내는 형식이었기 때문에 정식으로 종조로부터의 혈맥의 호지 계승이 외호받기 어려웠고 이 때문에 대석사의 본산과 말사들이 모두 일본 정부에 독립을 신청하여 이것이 곧 정부로부터 인정받았다. 1912년에는 일련정종으로 정식으로 개칭하여 오늘날에 이르고 있다. 그러나 법화경의 정종분(正宗分)의 해석에서 니치렌을 말법의 본불로 이끌어내는 교의는 일련정종에서 정해지는 교상판별법으로 때문에 이미 18세기 초반(말법시대 초)부터 자신의 종파를 정종(正宗)으로 명시하였던 것으로 알려져 있다. 이는 가나자와(金沢) 향토사의 문헌인 「정종의 제목」이라는 고 문헌에서 그 증거가 확인되어 있다.

## 일련정종의 교의
1279년 10월 12일에 종조인 니치렌이 도현한 본문계단(本門戒壇)의 대어본존(大御本尊) (현재는 총본산 다이세키지(大石寺) 봉안당(奉安堂)에 안치되어 있음) 을 귀명의지의 대상인 본존(本尊)으로 정하며, 종조 출세의 본회(本懐)로 구경(究境)인 대만다라로 자리하고 있다.또한 일련정종에서 말하는 독자적인 교의 내용으로서 두드러지는 것은 이것이다.
1.종조인 니치렌은 외용으로서는 법화경에 예언되어 있는 말법의 세상을 구제할 상행보살이며, 그 내증에서는 구원원초(久遠元初)의 자수용보신(自受用報身)의 재탄, 즉 본불이다. 그래서 종조를 니치렌대성인으로 칭한다.
2.종조는 1253년 3월 28일에 입종을 내시하였고 4월 28일에 입종을 선언하였다.
3.닛코상인은 1282년에 이개상승에 근거하여 종조로부터 유수일인의 혈맥상승을 받았다. 제3조 니치모쿠상인(日目上人),제4조 니치도상인(日道上人),제5세 니치교상인(日行上人)으로 차례대로 전해져 현재의 법주는 제68세 상인으로 계신다.
현재 소의경전(所依経典)으로서는 법화삼부경(法華三部経), 종조의 유문(遺文) (이를 어서(御書)라 칭한다.), 제2조 닛코상인의 유문(遺文), 제9세 니치우상인의 유문(遺文), 제26세 니치칸상인의 유문을 정의로 하며, 천태종 계통의 천태삼부(天台三部)인 마하지관(摩詞止観) 10권, 그리고 마하지관 홍결(弘決), 법화현의(法華玄義) 10권과 법화현의 석첨(釈籤), 법화문구(法華文句) 10권과 법화문구기를 방의(傍依)로 하여 인정하고 있다.
신앙의 기본이 되는 삼보(三寶)는 첫째, 종조(宗祖)를 구원원초(久遠元初)의 불보로 하고 둘째, 남묘호렝게쿄(南無妙法蓮華経)의 본문계단의 대어본존님을 법보로 하며 셋째, 혈맥부법(血脈付法)의 시초인 제2조 닛코상인(日興上人)을 으뜸으로 하여 역대의 법주(法主)를 승보로 삼고 있다. 종조인 니치렌대성인이 곧 「본인묘(本因妙)의 교주석존(教主釈尊)」이며 인도에서 탄생한 석가모니 세존(석존)은 법화경을 설하여 당시의 중생을 구제하는 한편 말법에서 참된 본불의 출현을 예언 증명하기 위해 출현한 방편의 모습인 것이다.

## 같이 보기
- 니치렌슈